# 清河镇 (稷山县)
清河镇，是中华人民共和国山西省运城市稷山县下辖的一个乡镇级行政单位。

## 行政区划
清河镇下辖以下地区：
清河村、三交村、南松鹤村、北松鹤村、七级村、南阳城村、北阳城村、段壁村、荆庄村、北辛庄村、南辛庄村、秦家庄村、薛庄村、上费村、刘村、薛村、晋村、马家庄村、店头村和吴壁村。